# Franz von Gaudy
Franz Bernhard Heinrich Wilhelm von Gaudy, född 19 april 1800 i Frankfurt an der Oder, död 5 februari 1840 i Berlin, var en tysk friherre och författare.
Gaudy var 1818–1833 officer i preussiska armén. Som humoristisk skald gjorde han sig ett namn genom Erato (1829; 2:a upplagan 1836) och Kaiserlieder (1835). Han översatte dikter av Pierre-Jean de Béranger, som övade starkt inflytande på honom. Bland hans övriga arbeten märks Mein Römerzug (1836), Aus dem Tagebuch eines wandernden Schneidergesellen (samma år) samt Venetianische Novellen (1838). Hans Sämtliche Werke utgavs 1845. Adelbert von Chamisso, som var hans vän, och Heinrich Heine påverkade Gaudys uttryckssätt och motivval.